# Arihah
Arihah is een plaats in het Syrische gouvernement Idlib en telt 55.017 inwoners (2008).